# テンセントビデオ
テンセントビデオ（中国語: 腾讯视频、英語: Tencent Video）は、テンセントが運営する中華人民共和国の動画共有サービスおよびビデオ・オン・デマンドプラットフォームである。
世界向けサービスとして「WeTV」（ウィーティービー）を展開している。

## 概要
中国市場においては最大かつ飛躍的に発展を遂げる動画配信プラットフォームであり、ブランド・ロイヤルティやブランド満足度は業界1位を誇る。テンセントビデオ製作による連続ドラマが配信されており、中国最大の連続ドラマの配信プラットフォームでもある。
権利者との契約に基づき中国本土以外からはドラマやアニメ、映画の正規コンテンツは視聴できないようになっている。

## 歴史
- 2011年4月、正式リリース[4]。
- 2012年11月、有料会員サービス開始[5]。
- 2019年、タイで「WeTV」のサービス名で開始[6]。中国国外での展開は初めてとなる[6]。
- 2020年11月、テンセントと正規販売代理店契約を結ぶ任天堂[7]のNintendo Switch向けのアプリの体験版を配信開始[8]。
- 2021年1月、「WeTV」の日本語版のサービス開始。
- 2021年5月、テンセントビデオが製作した20タイトル以上のドラマをNBCユニバーサル・エンターテイメントジャパンがリリース[2]。

## 事件
- 2019年8月12日、「台風レキマーの影響で山東省の全員が死亡。7人が行方不明」と誤報したが後に、同省の死者数を5人に訂正した[9][10]。微博で誤報のスクリーンショットが拡散され、大勢が批判した[9]。